# Bisan Owda
Bisan Owda (arabisch بيسان عودة, DMG Bīsān ʿAuda; geboren 1997 oder 1998) ist eine palästinensische Journalistin. Sie hat ein eigenes Programm bei Al Jazeera +. Owda erhielt im Jahre 2024 einen Peabody Award sowie den Edward R. Murrow Award und einen Emmy Award.

## Leben
Bisan Owdas Familie stammt aus Beit Hanun, wo sie auch aufgewachsen ist. Als Kind wollte sie Astronautin werden, doch nachdem sie mit neun Jahren ein Gedicht in der Schule vortrug, wurde ihr Interesse für die Erzählkunst erweckt.
In späteren Jahren spezialisierte sie sich darauf, die arabische Geschichte und Kultur zu porträtieren; ihre Serie Hakawatya erreichte einige Bekanntheit und wurde auf Roya TV ausgestrahlt. Sie ist Mitglied des Youth Gender Innovation Agora Forum von UN Women. Mit der Europäischen Union (EU) hat sie zum Thema Klimawandel zusammengearbeitet, und sie ist ebenso eine Goodwill Botschafterin der EU. Über Instagram bemühte sie sich, während des Krieges der Hamas und Israel im Jahre 2021 auf den Konflikt aufmerksam zu machen.
Seit der Invasion Israels des Gazastreifens im Oktober 2023 wurde Bisan Owda mit der Sendung It’s Bisan from Gaza and I’m Still Alive, mit welcher sie über die Auswirkungen des israelisch-palästinensischen Konflikts in Gaza berichtet, sehr bekannt. Auf Instagram unterhält sie einen Account, über welchen sie meistens in englischer Sprache, manchmal aber auch auf Arabisch über die Geschehnisse in Gaza berichtet. Heute hat sie 4,7 Millionen Follower (Stand August 2024). Für die Sendung It’s Bisan from Gaza and I’m Still Alive, die über Al Jazeera ausgestrahlt wird, gewann sie im Mai 2024 den Peabody Award. Im August 2024 erhielt sie den Edward F. Murrow Award und im September erhielt sie für ihren achtminütigen Beitrag, der den Beginn ihrer Flucht und ihrer Familie dokumentiert und zu großen Teilen im Al-Shifa Krankenhaus gefilmt wurde, einen News and Documentary Emmy Award.  

## Kontroverse um die Nominierung zu den 45. News and Documentary Emmy Awards 2024
Im Juli 2024 wurde It’s Bisan from Gaza and I’m Still Alive für die 45. News and Documentary Emmy Awards in der Kategorie „Outstanding Hard News Feature Story: Short Form“ nominiert. Die pro-israelische Non-Profit-Organisation Creative Community for Peace (CCFP) forderte unter Verweis auf einen Artikel des Middle East Media Research Institute (MEMRI) die Rücknahme der Nominierung. Laut dem MEMRI-Bericht ist Owda schon seit langem als Aktivistin der Terrororganisation Volksfront zur Befreiung Palästinas (PFLP) bekannt, die in den Vereinigten Staaten wie auch der Europäischen Union als Terrororganisation gilt. Mehrere Jahre in Folge war Owda Gastgeberin öffentlicher Veranstaltungen der PFLP im Gazastreifen, an denen auch bewaffnete Mitglieder des militärischen Flügels der Gruppe teilnahmen. Owda selbst erschien bei diesen Veranstaltungen mit PFLP-Abzeichen und in Militäruniform. Außerdem veröffentlichte CCFP eine Petition, die von 150 Personen aus der Unterhaltungsindustrie unterzeichnet wurde, darunter Haim Saban, Milliardär und einer der größten Medienunternehmer der Welt, der das Saban Center for Middle East Policy in der Brookings Institution finanziert, und die Schauspielerinnen Sherry Lansing und Debra Messing.
Der Präsident der National Academy of Television Arts and Sciences (NATAS), Adam Sharp, erklärte in einem offenen Brief an die CCFP, dass Owdas Nominierung nicht zurückgenommen werde. Er verwies dabei darauf, dass die Einsendungen für die News & Documentary Emmys von „erfahrenen Journalisten aus verschiedenen Nachrichtenorganisationen beurteilt“ werden.
Er räumte ein, dass NATAS zwar Kenntnis von Berichten habe, welche „offenbar zeigen, dass die damals jugendliche Bisan Owda vor sechs bis neun Jahren bei verschiedenen mit der PFLP verbundenen Veranstaltungen aufgetreten sei“, allerdings könne NATAS diese Berichte „nicht bestätigen und bis heute auch keine Beweise für eine aktuellere oder aktivere Beteiligung Owdas an der PFLP-Organisation finden“. Ausschlaggebend aber bleibe, dass „der zur Vergabe eingereichte Inhalt den Wettbewerbsregeln und den NATAS-Richtlinien entsprochen“ habe. Dementsprechend habe NATAS auch „keine Gründe gefunden, die redaktionelle Beurteilung der unabhängigen Journalisten, die das Material überprüft haben, aufzuheben“.
In einem im Branchenblatt Variety veröffentlichten Protestbrief, der von 67 palästinensischen Filmemachern unterzeichnet wurde, darunter der zweifach Oscar-nominierte Drehbuchautor, Produzent und Regisseur Hany Abu-Assad, Elia Suleiman und die BAFTA-Preisträgerin Farah Nabulsi, wurde die Forderung des CCFP scharf kritisiert und der NATAS dafür gedankt, dass sie „dem Druck standgehalten“ habe und „für die freie Meinungsäußerung eingetreten“ sei.
Al Jazeera veröffentlichte eine Erklärung, in der es „Bemühungen, die Berichterstattung aus Gaza zum Schweigen zu bringen“ kritisierte und die Vorwürfe gegen Bisan Owda als „haltlos“ bezeichnete. Dabei machte der Sender auch darauf aufmerksam, dass das Komitee zum Schutz von Journalisten (CPJ) wiederholt davor gewarnt habe, dass Israel Journalisten im Gaza mit unbewiesenen Behauptungen und nicht überprüfbaren „Beweisen“ als „Terroristen“ verleumden würden. Bisan Owda habe alle Anschuldigungen zurückgewiesen. Der Sender sagte zudem, diese Verleumdungen gefährdeten ihre Sicherheit und merkte an, dass die israelischen Streitkräfte seit Beginn des Krieges bereits 160 Journalisten getötet hätten. Edward Ahmed Mitchell, der nationale stellvertretende Direktor des Council on American-Islamic Relations (CAIR), nannte die Unterzeichner der Petition „heuchlerisch“ und sagte, dass die gleiche Prüfung, die Palästinenser erfahren, nicht auf einen Israeli angewendet würde, der eine Spendenaktion für die israelische Armee veranstaltet, oder der mit Benjamin Netanjahu fotografiert wurde.
Am 25. September wurde der achtminütige Dokumentarfilm mit einem Emmy ausgezeichnet.
Die CCFP verurteilte diese Entscheidung und warf der NATAS vor, die Propaganda der PFLP zu verherrlichen und Terrorismus zu dulden. „Es gibt eindeutig einen erheblichen blinden Fleck in der Journalistengemeinschaft – wenn Sie den Terrorismus gegen Israelis unterstützen, wird die NATAS Ihren Inhalt gerne als preiswürdig anerkennen. Dies ist ein trauriger Tag für den Journalismus. Und ein beunruhigendes Omen für die Zukunft der Branche“, sagte Geschäftsführer Ari Ingel in einer Erklärung.
„Diese Auszeichnung ist ein Beweis für junge palästinensische Journalisten und ihre Professionalität. Bisans Berichterstattung hat die palästinensische Geschichte humanisiert, nachdem die Mainstream-Medien die Palästinenser jahrzehntelang systematisch entmenschlicht haben. Diesen Emmy zu gewinnen, ist ein Sieg für die Menschheit. Wir sind äußerst stolz auf diesen hellen Moment inmitten des anhaltenden Völkermords, und Bisan wird weiterhin berichten“, kommentierte dagegen Dima Khatib, Geschäftsführerin von Al Jazeera die Entscheidung der Jury.